# George Walton (Politiker)

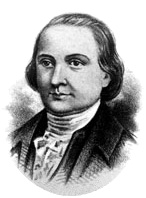
George Walton

George Walton (* 1741 in Colony of Virginia; † 2. Februar 1804 in Augusta, Georgia) war ein britisch-amerikanischer Jurist und Politiker. Er war einer der Unterzeichner der US-amerikanischen Unabhängigkeitserklärung sowie sechster und 19. Gouverneur des US-Bundesstaates Georgia seit dessen Unabhängigkeit.

## Leben
George Walton wurde in Virginia geboren. Im Kindesalter verstarben seine Eltern und er wurde von einem Onkel adoptiert. 1769 zog er dann nach Savannah um Jura zu studieren. 1774 wurde er als Anwalt zugelassen, wurde kurz darauf Staatssekretär im Kongress von Georgia und 1775 der zweite Präsident des Sicherheitsausschusses, Vorläufer des Gouverneursamtes. Ab 1776 wurde er mehrfach in den Zweiten Kontinentalkongress gewählt. Als Colonel des ersten Regiments der Georgia-Miliz kämpfte er in der Schlacht von Savannah, wo er gefangen genommen wurde. Nachdem er 1779 mit anderen sich in Kriegsgefangenschaft befindlichen Soldaten entlassen wurde, wählte man ihn noch im selben Jahr zum Gouverneur von Georgia, jedoch wurde er bereits nach zwei Monaten abgelöst. 1783 bis 1789 war er Justizminister in Georgia, 1789 wurde er zum zweiten Mal zum Gouverneur gewählt. Ende 1795 wurde er als Nachfolger des zurückgetretenen James Jackson zum US-Senator ernannt, musste das Amt aber schon im Februar 1796 an seinen gewählten Nachfolger Josiah Tattnall abtreten.
1776 wurde Archibald Bulloch sein Nachfolger als Gouverneur, 1780 war dies Richard Howly und 1790 Edward Telfair. Nach ihm wurde das Walton County in Georgia benannt.